# Oldsmobile Silhouette

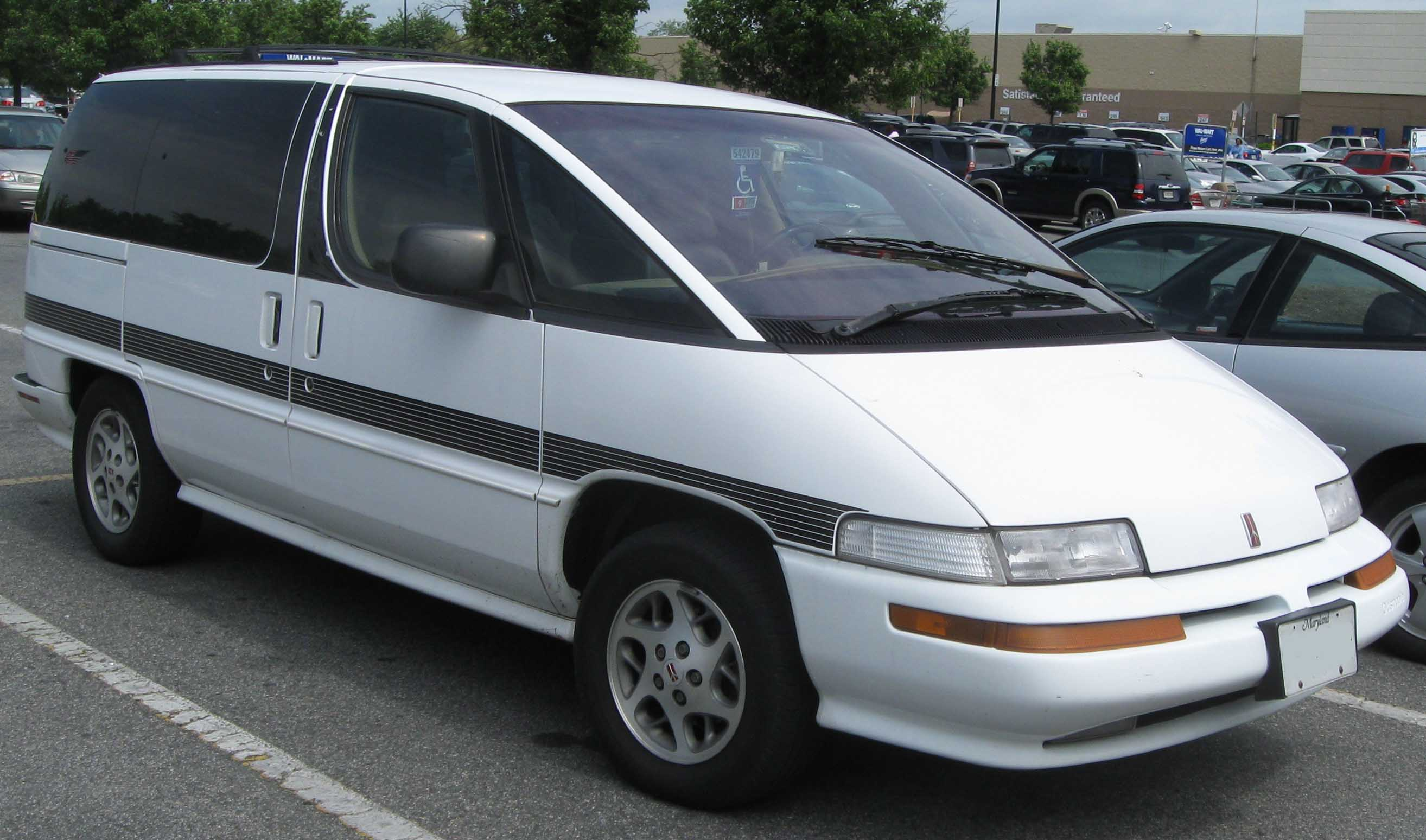
Олдсмобиль Силуэт первого поколения 1990-1996

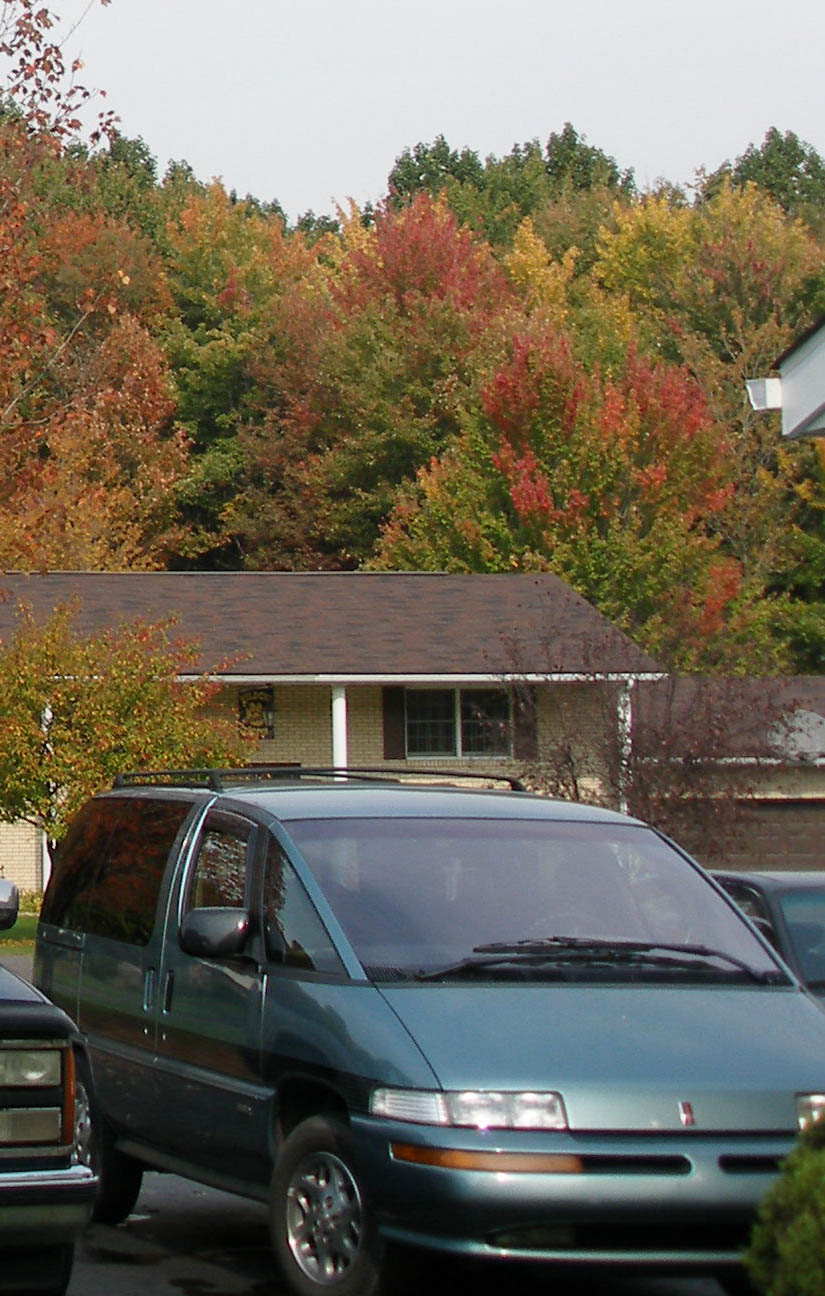
1995 Oldsmobile Silhouette Premiere

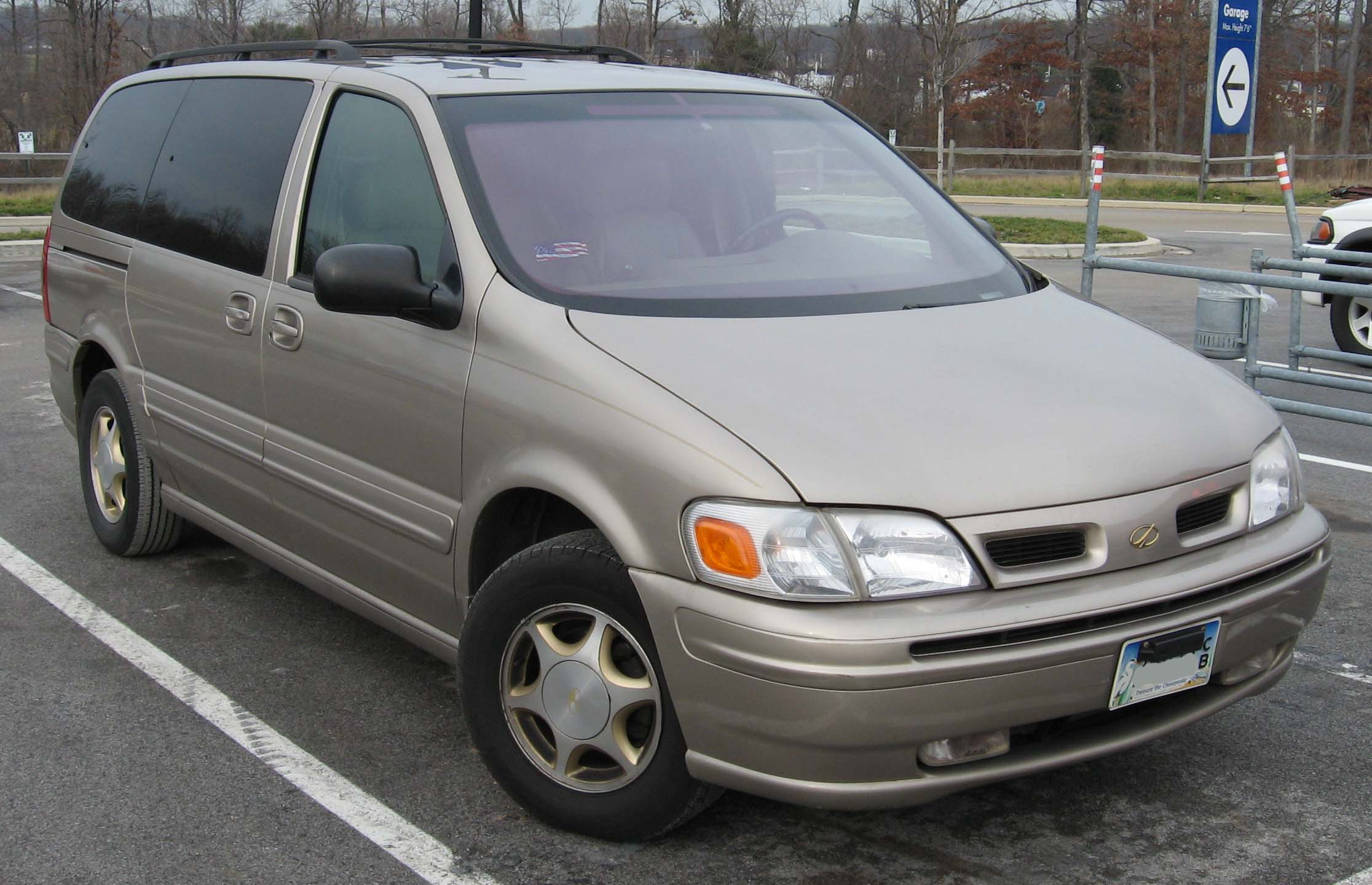
1997-2000 Oldsmobile Silhouette

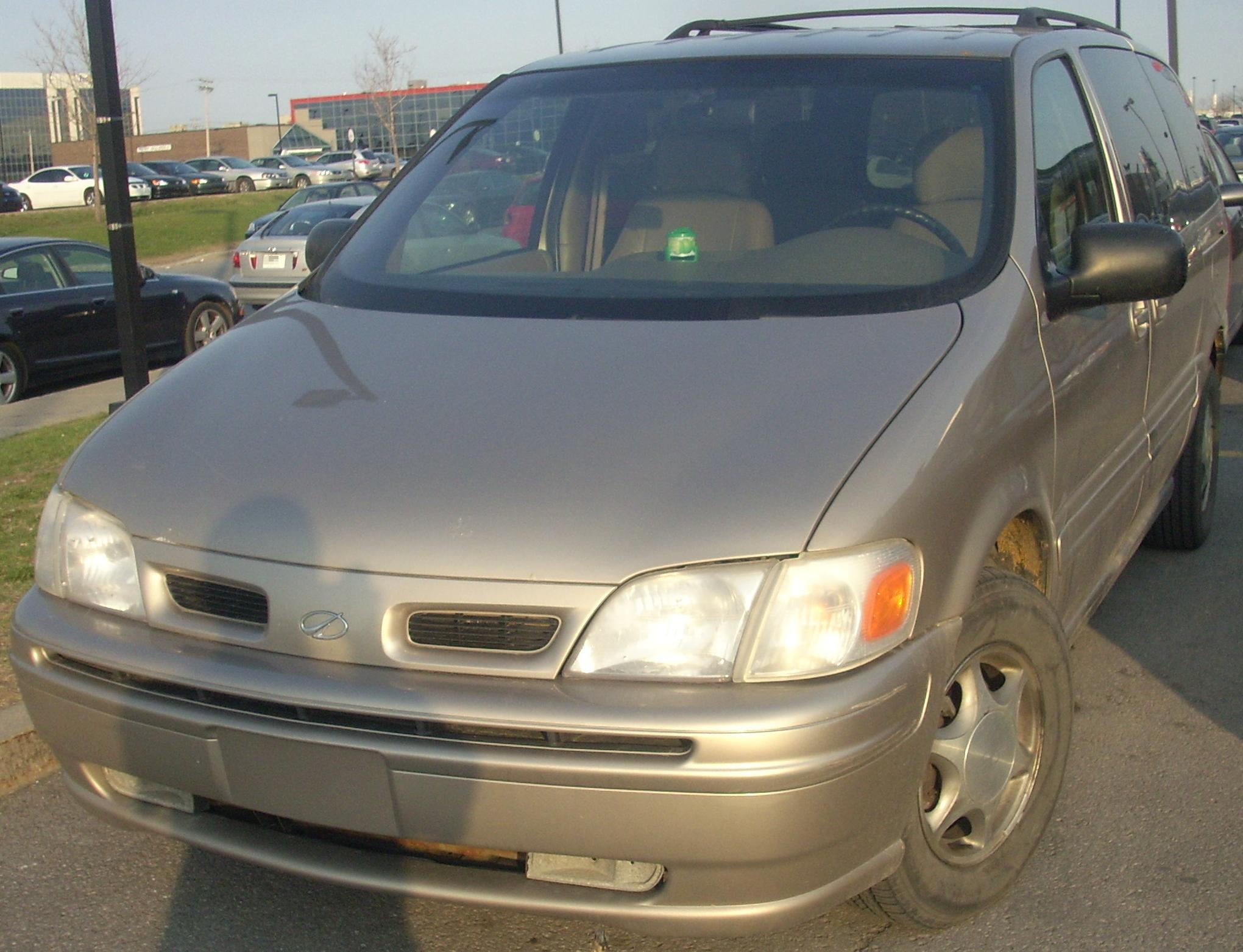
1997-2000 Oldsmobile Silhouette

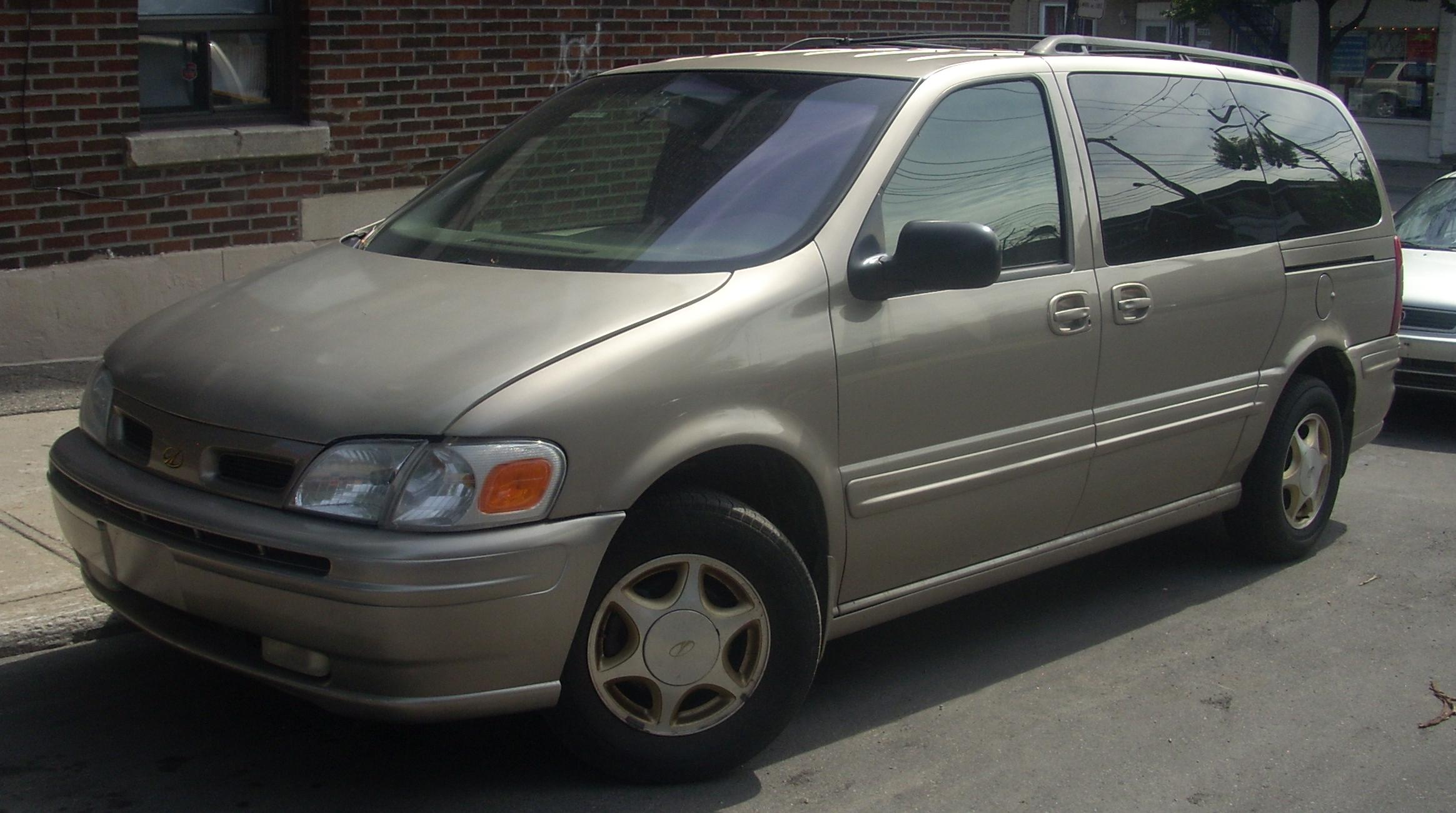
1997-2000 Oldsmobile Silhouette

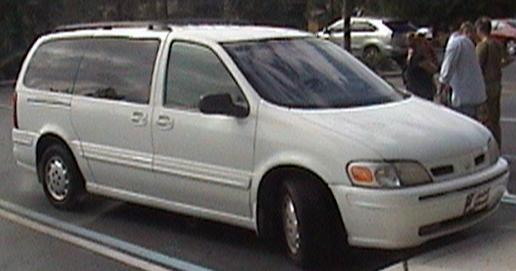
1997-2000 Oldsmobile Silhouette

Oldsmobile Silhouette — минивэн со стеклопластиковым кузовом, в салоне которого могут разместиться 5-7 пассажиров. Автомобиль первого поколения выпускался с 1990 по 1996 годы. Двигатели V6: базовый 3,1L 122 л.с., по заказу комплектовался 3,8-литровым двигателем 175 л.с. Автомобиль является копией Pontiac Trans Sport и Chevrolet Lumina APV, отличаясь от них практически лишь отделкой и лейблами.
Последняя модель кузова была выполнена из оцинкованного метала,и укомплектована мотор 3.4 литра V-образной шестёркой. На специальных выпусках колёсная формула была выполнена 4×4. На переднеприводной автомобиль устанавливался дополнительный задний привод. Так же все автомобили оснащались задними пневмоамортизаторами с коррекцией положения кузова, автоматическими раздвижными дверями, встроенным компрессором подкачки и задними окнами с сервоприводом. Автомобиль отличается только по дизайну и некоторым деталям оборудования от соответствующих моделей Chevrolet и Pontiac.